# Velma Dunn
Velma Dunn   (Monrovia, 9 d'octubre de 1918 - Whittier, 8 de maig de 2007) fou una saltadora estatunidenca que va competir durant la dècada de 1930.
El 1936 va prendre part en els Jocs Olímpics de Berlín, on guanyà la medalla de plata en la competició de palanca de 10 metres del programa de salts.